# 叫賣果菜小販
Costermonger，coster ，或 costard 是在英國倫敦與其他英國小鎮的街头販賣水果和蔬菜的小販。果菜小販在维多利亚时代中期是無所不在的，即使在現代英国仍能在市场發現他們的蹤跡。像一般街頭賣者一樣，果菜小販會使用响亮的歌唱、吟诵，以引起人们的注意。蔬果攤販的推車可能會固定在於市场摊位中，或是可隨意移动的(以马拉車或人力独轮车的方式)。 本詞彙的來源出自costard (一种现已灭绝的中世纪品種蘋果)和 monger (小販).
Costers能满足中央市場對於大量食物的銷售需求(例如：史密斯菲尔德需要大量的肉类 ；Spitalfields偏好水果和蔬菜；比林斯盖特对鱼類的需求)。 成為果菜小販的成员资格，可以從他們衣著上披掛著大型圍巾辨識出來，這樣的圍巾被称为 kingsman。 他们對警察的敵意，可說是一個传奇。
该词现在通常用来描述流動攤販； 有时這個詞彙的定義分为二種：藉由手推車、動物拉車販售果菜商品的小販、或是把商品放置在籃子中揹著到處兜售的小販。

## 历史

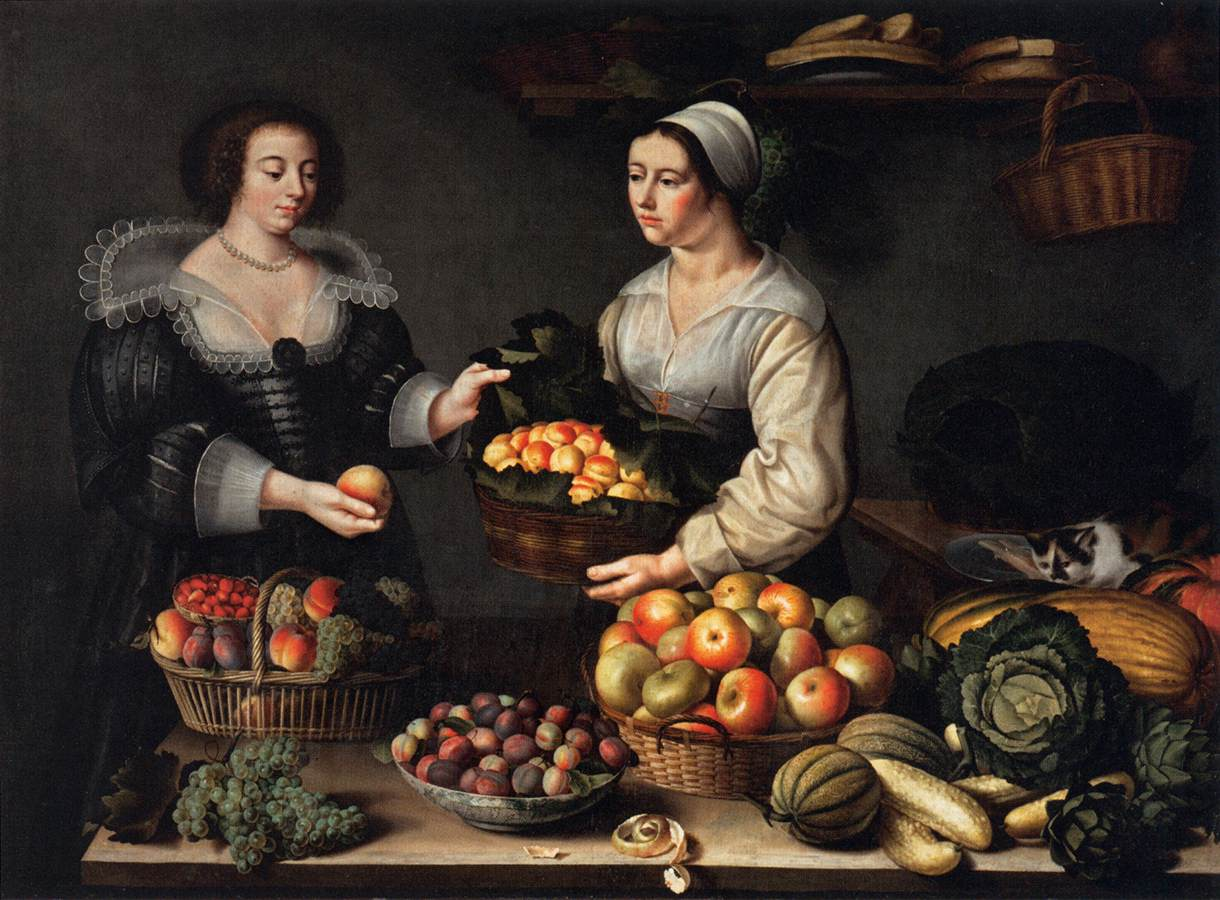
水果和蔬菜的小販(1631)由 Louise Moillon繪製。

果菜小販至少從16世紀開始就已經存在在倫敦，在莎士比亚 和马洛的作品中都曾提及他們的存在。他们数量最多期间可能在维多利亚时代，在1860年當時当时據说有超过30,000個果菜小販的存在。 他们擁有相当令人厌恶的声誉，因為他们"生活习惯不良、大部分沒有金錢觀念、喜愛赌博、缺乏知識教育，无视合法婚姻仪式，以及他们使用一種特殊的俚语"(约翰‧卡姆登Hotten的， 在俚语词典，1859年). 果菜小販之間的競爭是惡名昭彰的：受尊重的"老前輩"在果菜小販社群中會被提選為「珍珠的国王和皇后」，用以维持相互競爭的果菜小販之間的和平。
然而，如竊盜的犯罪實際上在果菜小販之間是相當罕見的，特别是在一個開放的市集中，他们往往會守望相助。即使是普通的竊賊，他們优先挑上的獵物往往是商店店主，而不是果菜小販，因為他们傾向街头正义的分配。所以果菜小販們對於警察公權力是极端憎惡的：
關於19世紀果菜小販們的活动和生活方式被全面收录於《倫敦的勞動和倫敦的貧窮》一書中，這本全四卷的著作中，選輯了亨利‧梅休經過充分研究後的文章。梅休描述了一个星期六的晚上，在新捷徑街(New Cut)上，一條位於Lambeth區、泰晤士河南岸的街道：  

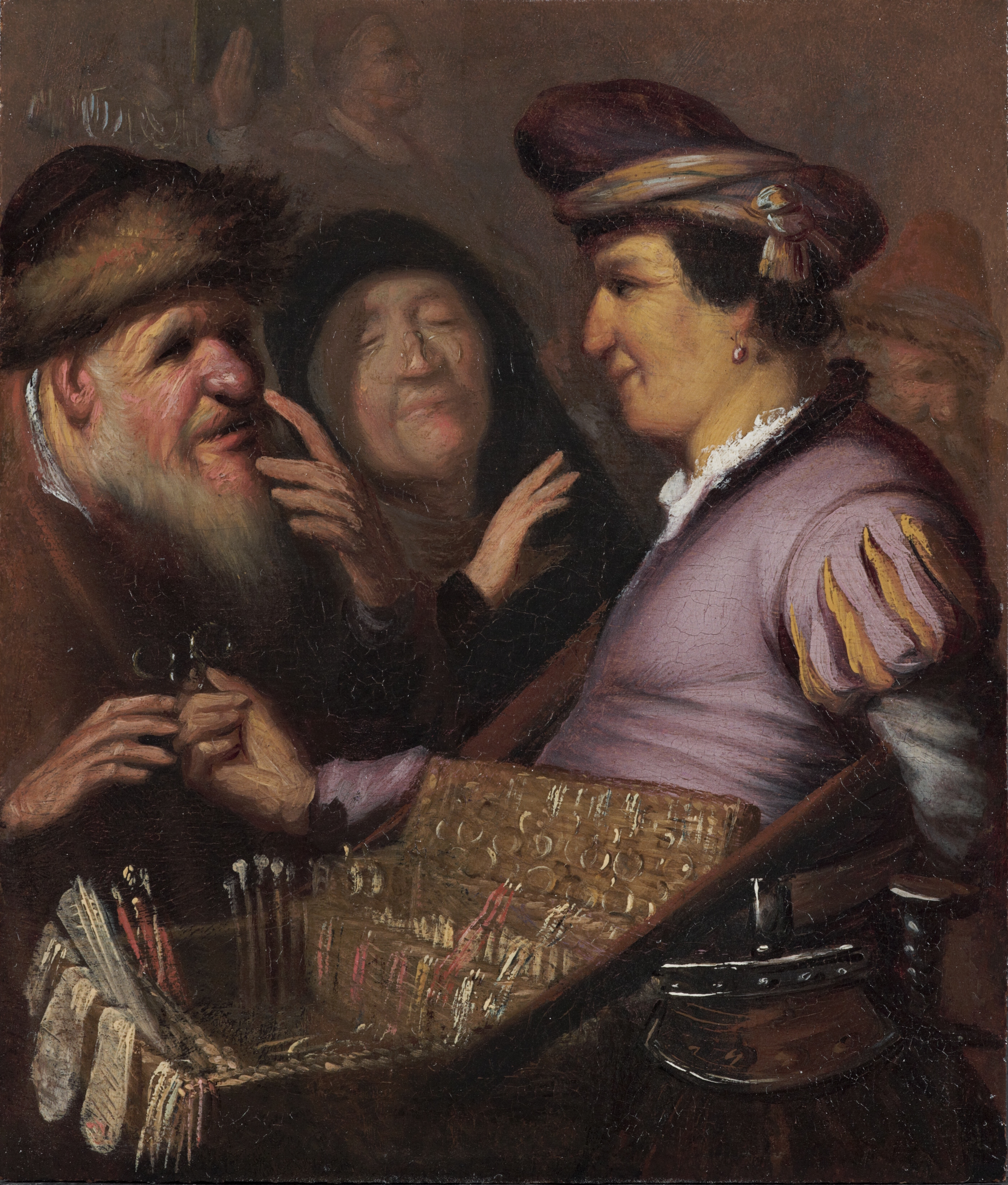
伦勃朗's 販賣眼镜的街販，大约在1624-1626。

這就是1840年代的倫敦，但在19世纪末，果菜小販的數量逐漸地下降。但他们没有消失在街頭四處移動的販售方式，大概直到1960年，少數人依舊在當地傳統市場保有一席之地。 果菜小販的形象在音樂廳中被聲樂喜劇演員，諸如：艾伯特騎士、貝茜‧貝爾伍德和格斯艾倫活靈活現地表演出來。 在《福爾賽世家的傳奇故事》中，史维森福爾賽駕駛馬車載著艾琳福爾賽穿越1886年的倫敦街頭，馬車旁有一位果菜小販(書中名"惡棍")和他的女朋友搭乘的驢車，因為過於擁擠的交通因而翻車了。
劇作家約翰‧奧斯本的作品《回顧憤怒》(1956年)以反英雄主義的方式描述一位在街頭賣糖果的攤販。在电影版本中，更全面地描述街頭販售者的日常文化，例如種族偏見，憤怒的顧客和濫用公權力的官員。

## 果菜小販的造型风格
貝蒂‧梅在自傳《虎女人：我的故事》中描述了當時伦敦的果菜小販造型風格，以及當代社會氣氛。
「我常常陷入一陣突如其來的遗憾感當中，在我所熟知的Limehouse的街道上；女孩披掛炫麗的披肩，戴著裝飾著鸵鸟羽毛的頭飾，彷彿风中的雲彩一般。男人戴著帽子、丝绸圍脖，穿著亮黄色的尖頭靴子，他们認為這樣的打扮是种骄傲。我個人也十分尊崇這樣的招摇的炫耀。"

## 合法性
倫敦的果菜小販的贸易合法性受到「都市警察委員會」監控管理。 如果他們屬於定點叫賣，也會受到當地的區公所管轄。 相關法條存在於《 大都市的街道行为1867年》的第六條目之中，內文闡述當货物阻撓人行道(騎樓)和街道的相關罰則。目前該條文已根據現代都市的狀況做出許多更新修正案。